# Шчукино (район на Москва)
Шчукино (на руски: Щукино) е административен район на Северозападен окръг в Москва.